# 内竜也
内 竜也（うち たつや、1985年7月13日 - ）は、神奈川県川崎市川崎区出身の元プロ野球選手（投手）。右投右打。オコエ瑠偉とは親戚（再従甥）に当たる。

## 来歴・人物

### プロ入り前
神奈川県川崎市川崎区出身。のちに所属する千葉ロッテマリーンズが1991年まで本拠地を置いていた（当時の球団名は、ロッテ・オリオンズ）川崎球場のすぐ近くで生まれ育つ。川中島小学校1年時に、実兄の影響で軟式野球を始める。川中島中学校入学当初は川中野球部は坊主頭にしなければいけないというルールが嫌で、バスケットボール部に所属するも、2年秋の体育祭で応援団に推薦されて丸刈りになったのを機に軟式野球部に転部。入部後、即エースとなり、3年生の時に川崎市大会で優勝。
神奈川県立川崎工業高校への進学後は、最速145km/hの速球と手元で鋭く変化するスライダーを武器に、加藤幹典・吉田幸央と並んで「神奈川公立三羽烏」と呼ばれた。3年夏の全国高等学校野球選手権神奈川大会では、準々決勝までの5試合で44回（582球）を投げると、防御率0.61、3試合で完封勝利を記録。しかし、準々決勝で敗れたため、在学中には甲子園と縁がなかった。
2003年のNPBドラフト会議で、千葉ロッテマリーンズから1巡目で指名。契約金7200万円、年俸700万円（金額は推定）という条件で入団した。背番号は21で、担当スカウトは飯塚佳寛。入団当初の二軍監督だった古賀英彦からは「これ（内）ほどの素質（の持ち主）は見たことがない」とまで評価されていた。

### ロッテ時代
2004年、一軍公式戦4試合に先発で登板する一方で、イースタン・リーグの公式戦ではクローザーに起用。通算10セーブで最優秀救援投手に選ばれるなど、高卒1年目の新人投手としては異例の活躍が見られた。
2005年、一軍のパシフィック・リーグ優勝や日本シリーズ制覇に貢献できず、二軍での生活に終始。イースタン・リーグ公式戦には29試合へ登板したが、2勝1敗4セーブ、防御率4.63と、前年ほどの成績を残せなかった。
2006年、入団後初めて開幕を一軍で迎えると、5月上旬まで中継ぎで活躍する。一軍公式戦全体では、15試合の登板で防率3.05を記録した。
2007年、イースタン・リーグ公式戦で、クローザーとしてチームトップの8セーブをマーク。8月開催の北京プレオリンピックにも日本代表として出場したものの、一軍公式戦への登板機会はなかった。シーズン終了後の11月に右肩を手術したが、12月にはハワイでのウィンターリーグに派遣された。
2008年、シーズン前半までは、前年に手術を受けた右肩のリハビリに専念。8月から実戦に復帰したが、イースタン・リーグ公式戦5試合に登板しただけで、シーズン終了後には前年に続いてウィンターリーグに派遣された。
2009年、6月に3年ぶりの一軍昇格を果たすと、7月2日の対埼玉西武ライオンズ戦（西武ドームで18:00プレイボール）で延長12回裏に登板。1点リードで1死満塁という局面からの登板を無失点で凌いだことによって、パ・リーグ公式戦史上最長時間（5時間42分）に及んだ試合に終止符を打つとともに、一軍公式戦初セーブを記録した。ちなみに、内は23:30過ぎから登板したが、試合終了後にはヒーローインタビューを初めて受けている。さらに、8月1日の対東北楽天ゴールデンイーグルス戦（千葉マリンスタジアム）で一軍公式戦初勝利をマーク。一軍公式戦全体では31試合の登板で、防御率6.23ながら、3勝1敗1セーブ6ホールドを記録するなど頭角を現した。
2010年のレギュラーシーズンの大半は二軍暮らしで、一軍公式戦でも敗戦処理扱いでの登板が多かったが、チームのクライマックスシリーズ進出が掛かっていた残り3試合で大活躍。9月28日の対楽天戦・翌9月29日の対オリックス・バファローズ戦に好救援で白星を挙げると、チームのレギュラーシーズンであった10月1日の対オリックス戦（いずれも千葉マリンスタジアム）でホールドを記録したことによって、チームをCS進出に導いた。西武とのCSファーストステージでは、第1戦の登板で打ち込まれたものの、第2戦では延長10回裏サヨナラ負けのピンチを併殺で凌いで逆転勝利につなげた。ソフトバンクホークスとのCSファイナルステージでは3試合に登板。1試合で勝ち星を挙げるなどの活躍で、チームを日本シリーズ進出に導いた。シリーズでは4試合に登板。通算7イニングを無失点13奪三振と好投したことによって、レギュラーシーズンを3位で終えたチームの日本シリーズ制覇に貢献するとともに、シリーズの優秀選手賞を受賞した。しかし、日本シリーズの終了後に右足首を痛め、手術した。
2011年、前年末に右足首の手術を受けた影響で、春季キャンプからレギュラーシーズンの開幕直後までは二軍で調整していた。後に、クローザーの薮田安彦へつなぐセットアッパーとして、一軍公式戦21試合に登板。1勝1敗10ホールド、防御率2.19という成績を記録していた。しかし、右肘を痛めたため、7月2日に出場選手登録を抹消。8月9日に右肘の手術を受けた。
2012年は前年に手術を受けた右肘のリハビリを優先したため、レギュラーシーズンでの一軍昇格は5月にまで持ち越された。昇格後は19試合続けて自責点0で凌ぐなど好調で、薮田が不調に陥っていた時期にはクローザーも務めた。しかし，右足首を痛めたため、7月29日に出場選手登録を抹消。9月に一軍へ復帰したが、再び足首を痛めたため、登板した2試合で大量失点を喫しただけでシーズンを終えた。一軍公式戦では27試合の登板で、1勝1敗9ホールド4セーブ、防御率1.80と好投した。
2013年、前年に再三悩まされた右足首痛の影響で、春季キャンプからレギュラーシーズンの前半まで二軍調整を余儀なくされた。7月24日以降は、シーズン終了までセットアッパーとして一軍に帯同。一軍公式戦26試合の登板で、1勝0敗13ホールド2セーブ、防御率1.05と前年以上の好成績を残した。チームがレギュラーシーズン3位から勝ち残った楽天とのCSファイナルステージ第2戦（クリネックススタジアム宮城）では、1点リードの9回表にアンドリュー・ジョーンズから同点ソロ本塁打を浴びながらも、チームが延長10回表に3点を勝ち越したことからその裏にも続投。聖澤諒にソロ本塁打を浴びながらも、後続の打者を抑えたことによって、2回2失点ながら白星が付いた。もっとも、チームは第4戦でステージ敗退。自身も、日本シリーズ終了後の検査で右足首痛の再発が判明したため、右足首のクリーニング手術を受けた。
2014年はレギュラーシーズン開幕後の5月から一軍に合流すると、一軍公式戦5試合に登板したが、右足首を3度痛めたため戦線を離脱。シーズン終了後の10月に、右肘と右足首の手術を相次いで受けた。さらに、右足首の手術で入院中に盲腸を発症したため、1か月ほどの間に手術を3回受ける羽目になった。
2015年、一軍への合流はレギュラーシーズン後半の8月23日にまで持ち越されたが、合流後にクローザーの西野勇士が故障で戦線を離脱したため、シーズン終了までクローザーに起用される。一軍公式戦22試合の登板で6セーブを挙げた。
2016年は2006年以来10年ぶりに開幕一軍入りを果たした。セ・パ交流戦の終了後に右肘の張りを訴えたため、およそ2か月にわたって戦線を離脱したが、一軍公式戦には34試合に登板。3勝1敗1セーブ19ホールド、防御率1.39という好成績を残った。
2017年は前年に続いて、レギュラーシーズンの開幕から一軍へ帯同。開幕当初にクローザーを務めた益田直也に救援の失敗が相次いだため、5月中旬からはクローザーに回った。7月28日に寝違えで首を痛めて登板を回避したものの、シーズン中は故障に見舞われることなく、一軍公式戦50試合の登板で自己最多の5勝を記録。8月24日の対楽天戦（ZOZOマリンスタジアム）9回表には、一軍公式戦で初めてオコエ瑠偉との対戦が実現したが、1球を投げただけでソロ本塁打を浴びている。
2018年、レギュラーシーズンの開幕から一軍のクローザーに定着すると、一軍公式戦で自己最多の58試合登板・26セーブを記録。前半戦は好調で、オールスターゲームにも、パ・リーグの監督推薦選手として初出場を果たした。7月に4試合連続の救援失敗で二軍での再調整を余儀なくされるなど、シーズンの中盤以降は調子が安定せず、シーズン通算の防御率は3.84にまで達した。さらに、シーズン終了後の11月8日に右肘の手術（関節鏡視下遊離体除去術）を受けた。
2019年、前年末に受けた右肘手術の影響で、リハビリに専念。当初はシーズン中の実戦復帰を目指していたが、手術を受けた箇所とは別の箇所をリハビリ中に痛めたため、復帰の目途が立たないままシーズンを終えた。シーズン終了後の契約交渉では、NPBにおける年俸の減額制限（1億円以下の場合には25%）を超える減俸を球団から提示された末に、推定年俸3000万円（前年から44%減）という条件ながら契約を更改した。
2020年、二軍春季キャンプ中に琉球ブルーオーシャンズとの練習試合で実戦に復帰したものの、前年に続いて一軍公式戦への登板機会がなく、11月4日に球団から戦力外通告を受けた。通告後に12球団合同トライアウトへ参加したものの、NPBの他球団から獲得のオファーを受けるまでに至らなかった。
2021年、1月に現役引退を決意したうえで、YouTube上に「うっちんチャンネル」を開設。同月22日のライブ配信を通じて、引退を正式に表明した。この表明を受けて、球団は4月24日のソフトバンク戦（ZOZOマリン）試合前に、内の引退セレモニーと「ラストピッチ」（始球式）を開催した。

### 現役引退後
「うっちんチャンネル」の運営などと並行しながら、2021年4月30日の楽天対ロッテ戦（楽天生命パーク宮城）から、BS12プロ野球中継にゲスト解説者として出演。その一方で、同年5月に開校する「Bring Upベースボールアカデミー戸田校」（埼玉県戸田市）のコーチに就任。学生時代からの経験を踏まえながら、小・中学生の投球指導に携わる。

## 選手としての特徴
最速154km/hの速球（平均球速約146km/h）と2種類のスライダー（カットボールと曲がりの大きいスライダー）を武器に、一時はクローザーとして活躍していた。ロッテへの入団後に通算で9回（足首4回、肘3回、肩1回、盲腸1回）の手術を経験するほど故障が多く、一軍にフルシーズン帯同できたのは2シーズン（2017・2018年）だけであったが、引退表明後に開催された「ラストピッチ」ではファンに向かって「本当に幸せな野球人生でした。千葉ロッテマリーンズ、大好き!」と絶叫している。
後年、バッテリーを組んだ里崎智也は「内は怪我さえなければメジャーにいけたのではないか」「変化球もストレートもキレがあり、メンタル面も安定していた。怪我さえなければこんな良い投手いないのに」と語っている。

## 詳細情報

### 年度別投手成績
| 年 度     | 球 団     | 登 板 | 先 発 | 完 投 | 完 封 | 無 四 球 | 勝 利 | 敗 戦 | セ 丨 ブ | ホ 丨 ル ド | 勝 率 | 打 者 | 投 球 回 | 被 安 打 | 被 本 塁 打 | 与 四 球 | 敬 遠 | 与 死 球 | 奪 三 振 | 暴 投 | ボ 丨 ク | 失 点 | 自 責 点 | 防 御 率 | W H I P |
| --------- | --------- | ----- | ----- | ----- | ----- | -------- | ----- | ----- | -------- | ----------- | ----- | ----- | -------- | -------- | ----------- | -------- | ----- | -------- | -------- | ----- | -------- | ----- | -------- | -------- | ------- |
| 2004      | ロッテ    | 4     | 4     | 0     | 0     | 0        | 0     | 1     | 0        | --          | .000  | 81    | 16.0     | 21       | 4           | 12       | 0     | 1        | 15       | 2     | 0        | 19    | 19       | 10.69    | 2.06    |
| 2006      | ロッテ    | 15    | 0     | 0     | 0     | 0        | 0     | 0     | 0        | 0           | ----  | 89    | 20.2     | 19       | 2           | 7        | 0     | 1        | 15       | 1     | 0        | 8     | 7        | 3.05     | 1.26    |
| 2009      | ロッテ    | 31    | 0     | 0     | 0     | 0        | 3     | 1     | 1        | 6           | .750  | 112   | 26.0     | 25       | 3           | 12       | 1     | 1        | 29       | 4     | 0        | 18    | 18       | 6.23     | 1.42    |
| 2010      | ロッテ    | 15    | 0     | 0     | 0     | 0        | 2     | 0     | 0        | 4           | 1.000 | 85    | 20.0     | 14       | 1           | 10       | 0     | 1        | 20       | 2     | 0        | 12    | 10       | 4.50     | 1.20    |
| 2011      | ロッテ    | 21    | 0     | 0     | 0     | 0        | 1     | 1     | 0        | 10          | .500  | 100   | 24.2     | 17       | 1           | 7        | 1     | 2        | 24       | 1     | 0        | 6     | 6        | 2.19     | 0.98    |
| 2012      | ロッテ    | 27    | 0     | 0     | 0     | 0        | 1     | 1     | 4        | 9           | .500  | 102   | 25.0     | 23       | 2           | 4        | 3     | 3        | 23       | 0     | 0        | 7     | 5        | 1.80     | 1.08    |
| 2013      | ロッテ    | 26    | 0     | 0     | 0     | 0        | 1     | 0     | 2        | 13          | 1.000 | 102   | 25.2     | 18       | 0           | 10       | 0     | 0        | 26       | 1     | 0        | 3     | 3        | 1.05     | 1.09    |
| 2014      | ロッテ    | 5     | 0     | 0     | 0     | 0        | 0     | 0     | 0        | 1           | ----  | 28    | 5.1      | 9        | 1           | 2        | 0     | 0        | 6        | 0     | 0        | 4     | 3        | 5.06     | 2.06    |
| 2015      | ロッテ    | 22    | 0     | 0     | 0     | 0        | 1     | 1     | 6        | 7           | .500  | 88    | 21.1     | 18       | 0           | 8        | 0     | 2        | 21       | 1     | 0        | 5     | 3        | 1.27     | 1.22    |
| 2016      | ロッテ    | 34    | 0     | 0     | 0     | 0        | 3     | 1     | 1        | 19          | .750  | 125   | 32.1     | 17       | 3           | 12       | 1     | 0        | 34       | 1     | 0        | 5     | 5        | 1.39     | 0.90    |
| 2017      | ロッテ    | 50    | 0     | 0     | 0     | 0        | 5     | 1     | 16       | 11          | .833  | 211   | 49.0     | 36       | 5           | 28       | 4     | 0        | 44       | 1     | 0        | 16    | 16       | 2.94     | 1.31    |
| 2018      | ロッテ    | 58    | 0     | 0     | 0     | 0        | 3     | 5     | 26       | 7           | .375  | 241   | 58.2     | 51       | 5           | 19       | 4     | 1        | 54       | 2     | 0        | 25    | 25       | 3.84     | 1.19    |
| NPB：12年 | NPB：12年 | 308   | 4     | 0     | 0     | 0        | 20    | 12    | 56       | 87          | .625  | 1364  | 324.2    | 268      | 27          | 131      | 14    | 12       | 311      | 16    | 0        | 128   | 120      | 3.33     | 1.23    |

### 表彰
- 日本シリーズ優秀選手賞：1回（2010年）

### 記録
初記録
- 初登板・初先発：2004年6月15日、対北海道日本ハムファイターズ13回戦（千葉マリンスタジアム）、6回4失点で敗戦投手
- 初奪三振：同上、1回表に小田智之から見逃し三振
- 初セーブ：2009年7月2日、対埼玉西武ライオンズ12回戦（西武ドーム）、12回裏一死に6番手で救援登板・完了、2/3回無失点
- 初ホールド：2009年7月19日、対福岡ソフトバンクホークス12回戦（千葉マリンスタジアム）、7回表一死に3番手で救援登板、1/3回無失点
- 初勝利：2009年8月1日、対東北楽天ゴールデンイーグルス13回戦（千葉マリンスタジアム）、8回表一死に3番手で救援登板、2/3回無失点

その他の記録
- オールスターゲーム出場：1回（2018年）

### 背番号
- 21（2004年[3] - 2020年）